# Giovanni Amat Malliano
 (mai 2019).
Giovanni Amat Malliano né le 19 août 1753 à Sassari, et mort le 15 mars 1833 à Gènes est un militaire italien, premier marquis de San Maurizio, officier vétéran des guerres révolutionnaires en France. Il eut une brillante carrière militaire, jusqu'à obtenir le rang de général d'armée, dans l'infanterie. Il reçut les insignes du Collier de l'Annunziata et le titre de chevalier de la grande Croix de l'Ordre de Saint Maurice et Lazare.

## Biographie
Il est né le 19 août 1753 fils de Pietro Amat Vico, baron de Sorso, et de Teresa Malliano dell'Arca. Il entame sa carrière militaire en devenant en 1774 sous-lieutenant du régiment de Sardaigne. Il est promu lieutenant le 26 mars 1778 puis capitaine le 17 juin 1786.  Deux ans plus tard, en 1788, il reçut le titre de chevalier de justice de l'Ordre des Saints Maurice et Lazare. En 1793, pendant les guerres de la révolution française, il se distingua pendant la défense de l'Authion et, en 1795, il fut promu major pour ses mérites militaires.  Le 1er octobre 1796, il devint lieutenant-colonel. Le 15 mai 1802, il est nommé premier écuyer et gentilhomme de la Chambre du roi et le 10 juillet 1808, il est décoré de la grande croix de l'ordre des saints Maurice et Lazare. Promu major général, il devint le 2 février 1809 adjoint au commandant de la division du chef de Cagliari. Le 4 janvier 1815, il quitte le commandement de la division avec la promotion de lieutenant général des troupes d'infanterie royales.  Avec la restauration, il a été nommé gouverneur de la ville et de la province de Tortone le 26 juillet et marquis de San Maurizio le 26 septembre. En 1816 il fut élevé au rang de Général d'armée en 1821 à Grande di Corona et en 1831, par le roi Charles-Félix de Savoie lui fut décerné le Ordre de la Très-Sainte-Annonciation. Marié vers soixante ans, après avoir obtenu une dispense religieuse, avec sa petite-nièce Maddalena Amat Amat, le couple n’a pas d’enfant. Il mourut à Gênes le 15 mars 1833. 

## Distinctions
Chevalier de l'ordre suprême de la Très Sainte Annonciade 1831
 Grand-croix de l'ordre des Saints-Maurice-et-Lazare 10 juillet 1808